# Sōkō no Strain
Sōkō no Strain (奏光のストレイン?, Sōkō no Sutorein) è un anime mecha creato dallo Studio Fantasia e trasmetto per la prima volta in Giappone dal 1º novembre 2006 al 14 febbraio 2007 sul canale WOWOW. Ne è stato anche tratto un manga serializzato sulla rivista Monthly Dragon Age di Fujimi Shobō.
La serie è ispirata alle storie per ragazzi della scrittrice inglese Frances Hodgson Burnett, come La piccola principessa, Il piccolo Lord e Il giardino segreto.

## Trama
La storia, ambientata in un lontano futuro  ca. 6000 dove le astronavi dotate di tecnologia  sub luce vengono utilizzate normalmente e pianeti lontani sono abitati, narra di una ragazza che ha visto suo fratello partire per una guerra, la donna stanca di aspettare decide di partire anche lei, arrivando in un centro di addestramento per giovani piloti. Qui un giorno la base viene attaccata da un robot nemico fortissimo dove uccide uno ad uno tutti gli amici della ragazza, e lei alla fine scopre che l'assassino altro non è che suo fratello completamente cambiato e invecchiato. Sara Werec, il nome della protagonista è l'unica superstite della strage, il suo carattere cambia e nasconde anche il nome viene allora inserita in un'altra base dove dimostra notevoli capacità alla guida di un robot. La ragazza spera di incontrare nuovamente il fratello e chiarire ogni cosa.

## Personaggi
Sara Werec (セーラ・ウィーレック?, Sēra Uirekku)
Doppiata da: Ayako Kawasumi
Protagonista della storia, la prima volta che la vediamo è sorridente e solare ma presto cambierà completamente per colpa del fratello. Abile pilota di aereo, è maturata molto grazie al fatto di essere stata l'unica superstite di una strage. Il nome Sara deriva dalla novella di Burnett Sara Crewe.
Lottie Gelh (ロッティ・ゲラー?, Rotti Gerā)
Doppiata da: Yukana
Anche se è la più giovane del gruppo è anche la più abile, durante la serie si scopre che il fratello è stato ucciso proprio dal fratello di Sara. Per molto tempo odierà anche la ragazza. Il nome di Lottie deriva dalla novella Lottie Legh.
Ralph Werec (ラルフ・ウィーレック?, Rarufu Uirekku)
Doppiato da: Takashi Kondo
È il fratello di Sara. All'inizio viene mostrato come un ragazzo dolce e affettuoso, bravissimo combattente per il fronte, infatti è la persona più giovane in assoluto a pilotare un Gloire Strain. Successivamente il suo carattere cambia completamente, lo si vede andare contro l'esercito che prima difendeva, uccidere molte persone. L'unica persona che risparmia e sua sorella. Solo in seguito attraverso i suoi ricordi si comprende cosa era successo, l'evento che lo ha fatto cambiare completamente è avvenuto durante una delle sue missioni. Verso la fine della serie si scopre che è anche malato seriamente.

## Sigle
Sigla iniziale
- Message (メッセージ?) cantata da Yoko Ueno

Sigle finali
- Umi no Opal (海のオパール?) cantata da Sema (episodi 1-8, 10-13)
- Aurora ~a ray of dawn~ (アウローラ〜ひとすじの曙光〜?) cantata da Yoko (episodio 9)

## Media

### Anime
| Nº | Giapponese 「Kanji」 - Rōmaji                          | In onda          | In onda |
| Nº | Giapponese 「Kanji」 - Rōmaji                          | Giapponese       |         |
| 1  | 「絶望の前奏曲」 - Zetsubō no PRELUDE                  | 1º novembre 2006 |         |
| 2  | 「出逢い」 - Deai                                      | 1º novembre 2006 |         |
| 3  | 「亜光速の悪夢」 - Akosoku no akumu                    | 8 novembre 2006  |         |
| 4  | 「リーズナー・セーラ」 - Rizuna. sera                  | 15 novembre 2006 |         |
| 5  | 「尽きせぬ恩讐」 - Tsukisenu onshū                     | 22 novembre 2006 |         |
| 6  | 「安らぎに背を向けて」 - Yasuragi ni se o mukete       | 29 novembre 2006 |         |
| 7  | 「ラヴィニアの素敵な陰謀」 - Lavinia no suteki na inbō | 6 dicembre 2006  |         |
| 8  | 「グォール空間補給廠」 - Guoru kūkan hokyū shō         | 13 dicembre 2006 |         |
| 9  | 「目の前の自分」 - Menomae no jibun                    | 20 dicembre 2006 |         |
| 10 | 「未来の記憶」 - Mirai no kioku                        | 10 gennaio 2007  |         |
| 11 | 「狂宴の幕開け」 - Kyōen no makuake                    | 31 gennaio 2007  |         |
| 12 | 「リベルタッドの攻防」 - Riberutaddo no kōbō           | 7 febbraio 2007  |         |
| 13 | 「ラスト・ワルツ」 - Rasuto. warutsu                   | 14 febbraio 2007 |         |